# Rufino Blanco-Fombona

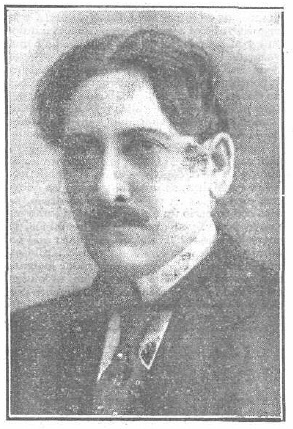
Rufino Blanco Fombona, de Kaulak

Rufino Blanco-Fombona, född 17 juni 1874, död 16 oktober 1944, var en venezuelansk författare.
Efter officersexamen sändes Blanco-Fombona som konsul till USA och Nederländerna. Där liksom hemma och på resor förde Blanco-Fombona ett stormigt liv, som tre gånger ledde till fängelsedomar och slutligen till landsförvisning. 1910 bosatte han sig i Madrid, där han sedan ostört ägnade sig åt sitt författarskap.
Blanco-Fombona var verksam som poet, romanförfattare, kritiker och historiker. Bland hans diktverk märks Pequeña ópera lírica (1904), Cantos de la prisión ("Sånger från fängelset", 1911) och Cancionero de amor infeliz (1918, "minnen av ett kärleksförhållande med en ovärdig judisk flicka"). Bland Blanco-Fombonas romaner märks El hombre de hierro ("Mannen av järn", 1907) och El hombre de oro (1915, Guldmannen, översättning Alfred Åkerlund, Bonnier, 1930). Litteraturkritiska verk är Letras y letrados de Hispano-América (1908) och Grandes escritores de América (1917). Kåserier i blandade ämnen och reseskildringar innehåller La lámpara de Aladino (1915) och Por los caminos del mundo ("På världens vägar", 1926). Ett viktigt historisk arbete av Blanco-Fombona är El conquistador español del siglo XVI (1919). I alla sina verk är Blanco-Fombona ytterst personlig och passionerad samt i de flesta en stark hävdare av den latinamerikanska nationalismen. Blanco-Fombonas egendomliga och intressanta personlighet har gett upphov till en rik litteratur kring hans person.